# وینستون (اورگن)
وینستون (به انگلیسی: Winston) شهری در شهرستان داگلاس ایالت اورگن است و در سرشماری سال ۲۰۱۱ میلادی، ۵٬۳۷۹ نفر جمعیت داشته که نسبت به سال ۲۰۱۰، ۰٫۱۱ درصد رشد جمعیت داشته‌است.

## موقعیت جغرافیایی
موقعیت جغرافیایی شهرها و مناطق اطراف به شرح زیر است: